# 前96年
| 千纪： | 前1千纪 |
| 世纪： | 前2世纪 \| 前1世纪 \| 1世纪                                                                                  |
| 年代： | 前120年代 \| 前110年代 \| 前100年代 \| 前90年代 \| 前80年代 \| 前70年代 \| 前60年代                          |
| 年份： | 前101年 \| 前100年 \| 前99年 \| 前98年 \| 前97年 \| 前96年 \| 前95年 \| 前94年 \| 前93年 \| 前92年 \| 前91年 |
| 纪年： | 西汉太始元年                                                                                                 |

## 逝世
- 安条克八世，塞琉古王朝国王
- 安条克九世，塞琉古王朝叙利亚国王
- 托勒密·阿皮翁，希腊昔兰尼国王
- 且鞮侯單于，匈奴君主
- 公孫敖，汉因杅将军